# Марк Плавцій Сільван (консул 2 року н. е.)
Марк Пла́вцій Сільва́н (лат. Marcus Plautius Silvanus, 39 до н.е. — після 9) — політичний та військовий діяч ранньої Римської імперії, консул 2 року н. е.

## Життєпис
Походив із заможного плебейського роду Плавціїв. Син Марка Плавція Сільвана та Ургуланії. Завдяки тому, що мати Плавція була близькою подругою Лівії, дружини імператора Октавіана Августа, Сільван зробив гарну кар'єру. Був членом колегії семптімвірів епулонів. У 2 році до н. е. став консулом, разом з Октавіаном Августом. З 4 до 5 рік як проконсул керував провінцією Азія. У 6—7 роках був імператорським легатом у Галатії та Памфілії. На цій посаді придушив повстання в Ісаврії.
У 7 році, очолюючи IV Скіфський та V Македонський легіони, Сільван був викликаний Тиберієм в Іллірію (Тиберій був головнокомандуючим римською армією в регіоні), де незадовго перед тим спалахнуло Велике іллірійське повстання 6-9 років н.е., в придушенні якого брав участь Сільван. Після прибуття у регіон, приєднався до легата Мезії Авла Цецина Севера, і вони брали участь у битві з бунтівниками біля міста Сірмій. Римські війська здобули перемогу, але зазнали великих втрат.
До 9 року Сільван продовжував придушувати повсталі місцеві племена у Паннонії, Далмації та Ілліріку. За ці успіхи отримав тріумф. Після цього згадок про нього немає.

## Родина
Дружина — Ларція.
Діти:
- Марк Плавцій Сільван, претор 24 року.
- Авл Плавцій Ургуланій
- Публій Плавцій Пульхр[de]
- Плавція Ургуланілла (3 рік до н. е. — після 26 року н. е.), перша дружина імператора Клавдія.